# Dryopteris pacifica
Dryopteris pacifica là một loài thực vật có mạch trong họ Dryopteridaceae. Loài này được (Nakai) Tagawa miêu tả khoa học đầu tiên năm 1959.